# Quadrantal
Àmfora o quadrantal (o Àmfora quadrantal) era una unitat de mesura de líquids romana equivalent a 25,86 litres. Els grecs també usaven aquesta mesura, però l'àmfora grega era quivalent a 40 litres.
Va ser la principal mesura romana de capacitat de líquids. Sext Pompeu Fest dona el text d'un plebiscit de data desconeguda que regulava els pesos i mesures: "Ex ponderus publicis, quibus hac tempestate populus octier solet, uti coaequetur sedulum, uti quadrantal vini octoginta pondo siet: congius vini decem pondos sex sextari congius siet vini; duodequinquaginta sextari quadrantal siet vini" (el quadrantal ha de contenir 80 pondos de vi i el congi 10; el sextari ha de ser 1/6 del congi i 1/48 del quadrantal).
El quadrantal estava subdividit en dos urnes (urnae), 8 congis (congii), 48 sextaris (sextarii), 96 hemines (heminae), 192 quartaris (quartarii), 348 acetabules (acetabulae), 576 ciats (cyathi) i 2304 ligules (ligulae). Comparat en mesures seques el quadrantal era tres vegades un modi (modius). L'única mesura més gran era el culeu o cul·leu (culeus o culleus) de 20 àmfores, que s'utilitzava per fer una estimació de la producció d'una vinya.
Un model estàndard de quadrantal era guardat amb gran cura al temple de Júpiter al Capitoli i s'anomenava Àmfora Capitolina. Aquesta mesura estava a càrrec dels edils. També allí mateix hi havia un congi fet sobre la mateixa base.
L'àmfora romana o quadrantal era 2/5 de la d'Egina i 2/3 de la d'Àtica (metretes); el congi romà era igual al χοῦς àtic. En mesures seques el quadrantal era també 1/3 de la d'Egina, però ½ de la de l'Àtica (medimnus) i, per tant, el modi era 1/9 del modi d'Egina i 1/6 del modi d'Àtica. El sextari romà es va introduir entre el grecs amb el nom de εέστης.
Les relacions eren en mesures líquides
- Quadrantal roma = 48 sextaris
- Àtic metretes = 72 sextaris
- Metretes d'Egina = 120 sextaris

I en mesures seques:
- Modi romà = 16 sextaris
- Medimnus d'Àtica = 96 sextaris
- Medimnus d'Egina = 144 sextaris.[2]